# Бобровиді
Боброподібні, або бобровиді (Castorimorpha) — підряд гризунів (Rodentia, або Glires). У ньому об'єднані три родини, що включають близько 100 видів, всі з яких, за винятком бобра європейського (Castor fiber), мешкають у Північній або Центральній Америці.

## Історія класифікації
Підряд Castorimorpha — відносно новий. Його запропонували Карлтон і Массер 2005 року, які досліджували морфологічні та молекулярно-генетичні особливості гризунів. Спорідненість між родинами гоферових (Geomyidae) і стрибунових (Heteromyidae) припускалася давно, і ці дві родини об'єднували в надродину Geomyoidea. Їхнє порівняння з родиною боброві стало новим кроком, тому що бобрів раніше звичайно включали у підряд вивірковидих (Sciuromorpha). Коли з'ясували, що вивірковидні у розумінні давніх авторів є парафілетичним таксоном, було переглянуто класифікацію всіх зазначених родин гризунів, і три названі групи (гофери, стрибуни і бобри) були об'єднані разом у підряд Castorimorpha.

## Класифікація
Підряд включає три родини:
Castorimorpha
- надродина Castoroidea
  - † Eutypomyidae
  - Боброві (Castoridae)
  - †Rhizospalacidae

інфраряд Geomorpha
- надродина †Eomyoidea
  - †Eomyidae
- надродина Geomyoidea
  - †Heliscomyidae
  - †Florentiamyidae
  - †Entoptychidae
  - Гетеромісові (Heteromyidae)
  - Гоферові (Geomyidae)

Раніше родини гоферових і стрибунових об'єднували в загальний таксон Geomyoidea в межах підряду вивірковидих (Sciuromorpha). До бобровидних відносять також вимерлу родину Eomyidae з найбільш відомим летючим представником Eomys quercyi.

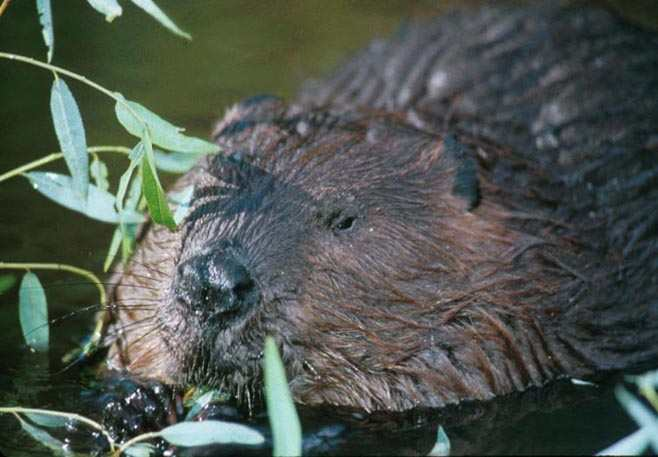
боброві: бобер канадський (Castor canadensis)
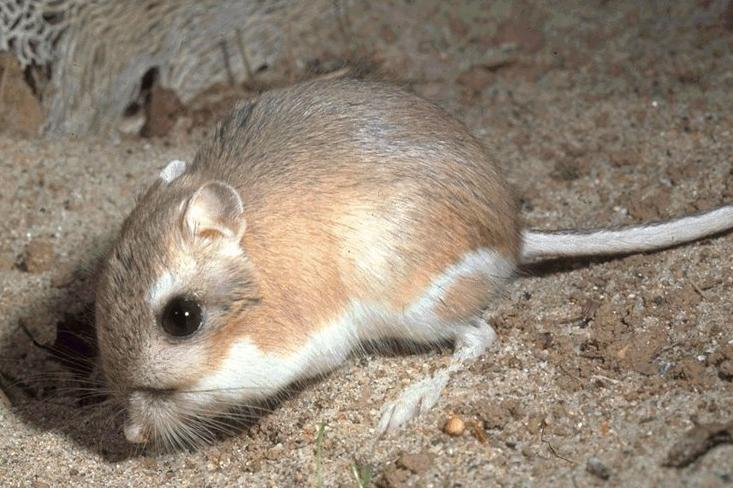
гетеромісові: гетероміс кегуровий (Heteromys)
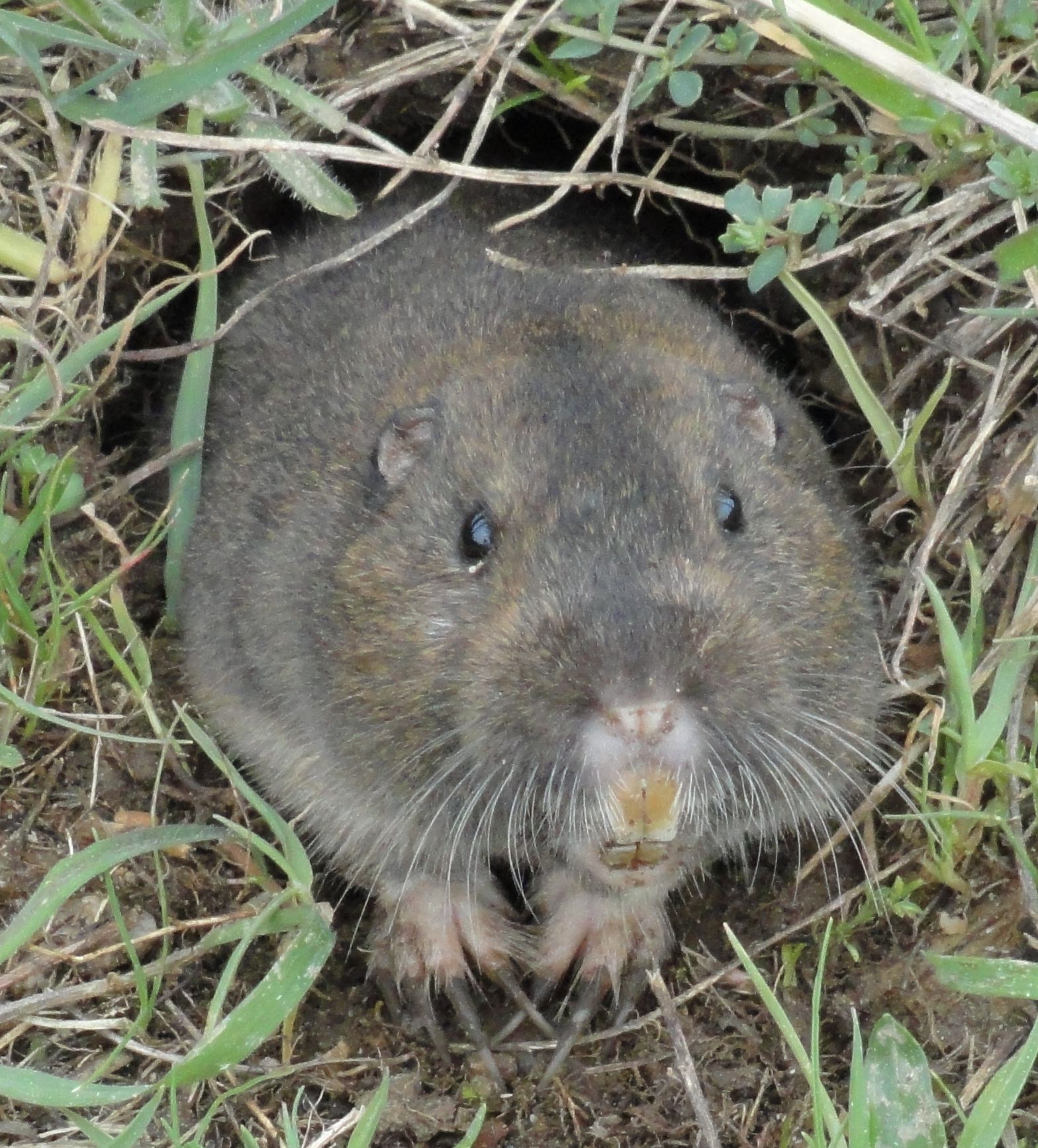
гоферові: гофер (Geomys)

Підряд боброподібних об'єднує чотири дуже різні за екологією та морфологією групи немишовидих гризунів, відмінних на рівні різних родин:
- великих водних бобрів,
- малих тушкановидих гетеромісів,
- дрібних підземних гоферів,
- літаючих еомісів.

У фауні України підряд представлений одним видом — бобер європейський (Castor fiber).